# Pilar Calvo Rodero
Pilar Calvo Rodero (Madrid, 1910-1974) fue una escultora, figurinista y escenógrafa española.

## Trayectoria
Su madre fue Anunciación Rodero Domínguez y su padre Gaspar Castor Calvo Rodero, subdirector de la Tabacalera de Madrid. Una de sus hermanas fue Matilde, grabadora y encuadernadora que trabajó en el Museo Nacional de Artes Industriales. Estudió en el Liceo Femenino Francés y el Instituto San Isidro. Comenzó los estudios de delineante y aparejadora de obras pero no los acabó. Trabajó  como  profesora en la Escuela Normal,  donde dio clases de dibujo y trabajos manuales. Colaboraba, al tiempo, con crónicas de moda y decoración. En 1924 participó en la Exposición Nacional de Bellas Artes con una arqueta con fotograbado en la sección de Artes Decorativas.
Se casó en 1932 con el crítico, escritor y director teatral Alfredo Marqueríe. Durante la guerra civil se trasladaron a Tánger con su hija y allí ella comenzó a modelar. Al volver a Madrid tomó clases del escultor José Planes. Una vez acabada la guerra, expuso durante varios años en el Salón de Otoño, organizado por la Asociación de Pintores y Escultores: en 1945 Cabeza de muchacho en madera y una Cabeza en escayola; en 1949 Desnudo en escayola; en 1950 Niños, también en escayola y en 1952 dos obras en escayola, Mujer sentada y Desnudo.
Cuando el Museo Nacional de Arte Contemporáneo organizó un homenaje a Daniel Vázquez Díaz, ella participó junto a otros artistas como Eva Aggerholm, Menchu Gal, Aurora Lezcano, Salvador Dalí, Ángel Ferrant, Ricardo Baroja, Benjamín Palencia y Darío de Regoyos.
Realizó su primera exposición monográfica en 1951 en el Instituto Internacional. Expuso diecisiete esculturas en piedra, madera, barro cocido y escayola patinada, algunas de temática taurina. Gracias a una estancia financiada por el Ministerio de Asuntos Exteriores de Francia, residió en París entre marzo y abril de 1952. Allí expuso con éxito su serie dedicada a momentos de la lidia: Chicuelina, Citando de frente, Paseo natural, Verónica, De frente por detrás y Paso de rodillas. En 1952 participó en la muestra colectiva sobre temas taurinos que celebró la Galería Xagra de Madrid, impulsada por Antonio Oliver, donde era la única escultora. Expuso también en Tánger y en la Sala Estilo.
Expuso un Desnudo en la Exposición Nacional de Bellas Artes de 1954. Ese mismo año fue reconocida con una tercera medalla en la Exposición Nacional de Bellas Artes por su obra Desnudo de mujer. En 1957 recibió el accésit de Premio Nacional de Escultura por su obra Retrato de Azorín. En 1964 participó en XXV años de Arte Español en el Palacio de Exposiciones del Retiro en Madrid.
También trabajó el diseño de moda, el figurinismo y la escenografía y participó en distintas publicaciones. Comenzó esta actividad en el diario España durante 1938 y 1939 en una sección titulada "La mujer y el hogar"  donde aparte de hacer crónicas de moda, daba consejos de decoración, recetas de cocina... Las ilustraciones eran suyas. Creó escenografía y diseñó el vestuario para numerosas obra de teatro además de ocupar la secretaría de dirección del Teatro Popular Español.
Falleció, junto a su esposo, en un accidente de tráfico cerca de Minglanilla el 31 de julio de 1974. Fueron enterrados en la cementerio de San Justo.

## Legado
- Su obra formó parte de la exposición Reexistencias, escultoras del siglo XX, realizada en Madrid y Sevilla en 2006.[14][15]